# Lola Moolhuijzen
Lola Moolhuijzen (* 17. August 2004 in Ede) ist eine niederländische Wasserballspielerin. Sie war mit der niederländischen Nationalmannschaft Olympiadritte 2024, Weltmeisterschaftsdritte 2022, Weltmeisterin 2023 sowie Europameisterin 2024.

## Sportliche Karriere
Lola Moolhuijzen ist die Enkelin von Ad Moolhuijzen, der 1968 Olympiasiebter im Wasserball wurde. Sie spielte 2024 in Griechenland bei NC Vouliagmeni. Lola Moolhuijzen wurde im Oktober 2021 mit der Juniorinnenauswahl Sechste bei der Juniorinnenweltmeisterschaft.
Seit 2022 ist Moolhuijzen Stammspielerin in der Nationalmannschaft. 2022 gewannen die Niederländerinnen die Bronzemedaille bei der Weltmeisterschaft in Budapest und wurden Vierte bei der Europameisterschaft in Split. Bei der Weltmeisterschaft 2023 in Fukuoka bezwangen die Niederländerinnen im Halbfinale die Italienerinnen und im Finale die Spanierinnen. Beim Endstand von 12:12 wurde das Endspiel im Fünf-Meter-Schießen entschieden. Moolhuijzen hatte im Halbfinale ein Tor erzielt, im Endspiel gelang ihr kein Treffer. Im Jahr darauf siegten die Niederländerinnen bei der Europameisterschaft in Eindhoven und wurden Fünfte bei der Weltmeisterschaft in Doha. Bei den Olympischen Spielen 2024 in Paris verloren die Niederländerinnen im Halbfinale nach Fünf-Meter-Schießen gegen die Spanierinnen. Im Spiel um den dritten Platz bezwangen die Niederländerinnen die Titelverteidigerinnen aus den Vereinigten Staaten mit 11:10, Moolhuijzen erzielte einen Treffer in diesem Spiel.